# Staatsstraße 1 (Finnland)
Die finnische Staatsstraße 1 (finnisch Valtatie 1, schwedisch Riksväg 1) führt von der Hauptstadt Helsinki in die südwestfinnische Stadt Turku. Ihre Länge beträgt 166 Kilometer, die komplett als Autobahn ausgebaut sind.

## Streckenverlauf
(Die neun im Folgenden fett gedruckten Orte sind die neun durchfahrenen Gemeinden)
Die   beginnt in Helsinki nordwestlich des Zentrums in Munkkiniemi und erreicht bereits nach kurzer Strecke die Nachbarstadt Espoo. Der Abschnitt von Helsinki bis zum Ring III wurde 1962 als erste Autobahn Finnlands fertiggestellt.
In Espoo kreuzt sie Ring I (), Ring II () und Ring III (). Ab letzterer Kreuzung ist sie vereint mit der aus dem russischen Sankt Petersburg kommenden , die im Zuge der  um Helsinki herumgeführt wird.
Im weiteren Verlauf wird der Ort Veikkola erreicht, der 2009 als schnell wachsende Satellitenstadt 5.000 Einwohner erreichte. Er gehört zum Gemeindegebiet des entfernten, 20 Kilometer weiter südlich gelegenen Kirkkonummi. Nördlich des Ortes liegt der Nationalpark Nuuksio.
Im Bereich der Siedlung Palojärvi am gleichnamigen See führt die Straße einige Kilometer durch das Gemeindegebiet von
Vihti. Eine Ausfahrt besteht hier nicht, jedoch ein Autobahndreieck, in dem seit den 1970er Jahren die damals hier neu gebaute   von ihr abzweigt.
In Lohja führt sie einige Kilometer gemeinsam mit der  . Danach beginnt der neueste Abschnitt der Autobahn, der 2009 eröffnet wurde. Er beginnt mit fünf Tunneln direkt hintereinander, darunter der 2,2 Kilometer lange Karnaisten tietunneli, der zweitlängste Straßentunnel Finnlands. Der Bereich der Ausfahrten von Saukkola bis zur Kreuzung mit der Nebenstraße  gehört zur ehemaligen Gemeinde Nummi-Pusula, die seit 2013 ein Teil von Lohja ist. Hier endet auch die Landschaft Uusimaa, durch die die  seit Helsinki führte.
Salo gehört zur Landschaft Varsinais-Suomi, durch die die  ab hier führt. In Muurla endet der Abschnitt 2009 eröffnete Abschnitt, danach entspricht die  der Umgehungsstraße von Salo aus den 1970er Jahren. Es folgt die Kreuzung mit der , die parallel zum Fluss Uskelanjoki in den Ortskern von Salo  führt.
In Paimio wird die  gekreuzt, die parallel zum Fluss Paimionjoki führt.
In Kaarina wird die  gekreuzt. Das ist die Ringstraße um Turku, die  trennt sich hier von der 
und führt mit der  nördlich um Turku herum zum Fährhafen in Richtung Schweden.
Im Stadtgebiet von Turku endet die .

## Geschichte
Bereits im Straßennummerierungssystem von 1938 wurde die damalige Verbindungsstraße von Turku nach Helsinki als  bezeichnet. Die alte Straße verläuft heute als  parallel zur Autobahn.

## Weblinks

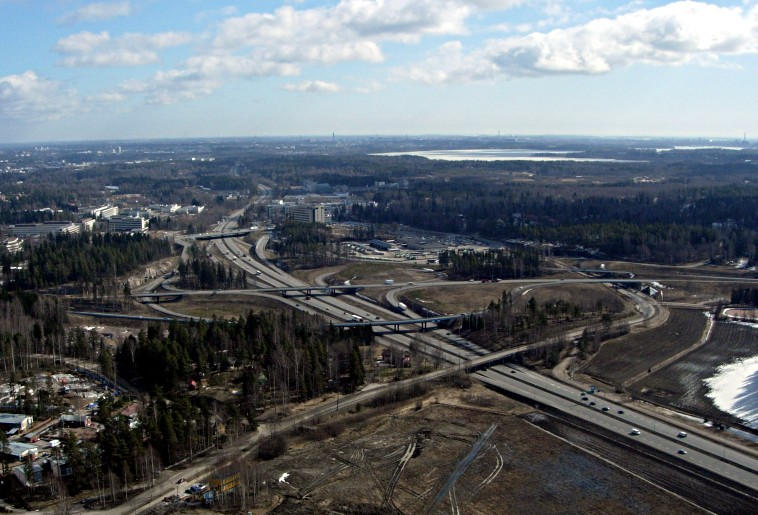
Die Staatsstraße 1 bei Espoo